# Krasne (obwód rówieński)
Krasne (ukr. Красне) – wieś na Ukrainie, w obwodzie rówieńskim, w rejonie dubieńskim, w hromadzie Bokujma. W 2001 liczyła 312 mieszkańców, spośród których 311 wskazało jako ojczysty język ukraiński, a 1 rosyjski.
W okresie międzywojennym wieś znajdowała się w granicach II RP, wchodząc w skład gminy Kniahinin w powiecie dubieńskim, w województwie rówieńskim.